# Hola, Sandybell
Hola, Sandybell (ハロー！サンディベル, Haro! Sandiberu) és una sèrie d'anime feta per Toei Animation l'any 1981. A l'emissió japonesa, el títol estava romanitzat com "Sandybelle".
Al Japó es va emetre per TV Asahi i en català es va emetre per primer cop a TV3 el 25 de novembre de 1984, sent el primer anime que emeté la cadena.

## Argument
La Sandybell és una noia, que ha crescut en un petit poble d'Escòcia. Viu amb el seu pare i cada cop té més curiositat per la seva misteriosa mare a qui no ha conegut mai. No obstant això, el seu pare es nega a parlar-ne, cosa que frustra molt a la Sandybell.
La Sandybell es passa els dies jugant amb els seus amics i el seu gos Oliver, sovint ficant-se en problemes. Tot canvia quan la Sandybell coneix la comtessa de Wellington que ve a viure a l'antic castell prop del poble. Passar temps amb ella fa que la Sandybell estigui encara més desesperada per descobrir alguna cosa sobre la seva mare. La seva vida es complica encara més quan coneix el fill de la comtessa, en Mark, i la seva promesa Kitty. La Sandybell i en Mark s'agraden immediatament, cosa que irrita la Kitty.
L'objectiu de la Sandybell durant la sèrie és trobar la seva mare, abandonant el seu poble en el procés. Durant el seu viatge passa d'una nena ingènua a una dona jove independent.

## Doblatge
| Personatge              | Japonès           | Català             |
| ----------------------- | ----------------- | ------------------ |
| Sandybell Christie      | Yuriko Yamamoto   | Núria Mediavilla   |
| Marc Blanche Wellington | Kaneto Shiozawa   | Pep Anton Muñoz    |
| Kitty Scherer           | Mami Koyama       | Núria Domènech     |
| Charles                 | Yoku Shioya       | Pep Sais           |
| Jimmy Kendall           |                   | Vicky Martínez     |
| Edward Lawrence         | Takashi Tanaka    | Francesc Figuerola |
| Sr. Scott               | Masaharu Satō     | Alfred Lucchetti   |
| Sra. Scott              | Miyoko Asō        | Marta Martorell    |
| Leslie Christie         | Yoshio Kaneuchi   | Jordi Estadella    |
| Narradora               | Minori Matsushima | Elsa Fàbregas      |